# Eks kyrka
Eks kyrka är en kyrkobyggnad som sedan 2009 tillhör Ullervads församling (tidigare Eks församling) i Skara stift. Den ligger i den södra delen av Mariestads kommun.

## Kyrkobyggnaden
Den ursprungliga stenkyrkan uppfördes på medeltiden. Nuvarande kyrka i gustaviansk stil tillkom 1794-1798 då torn, sakristia och nuvarande kor uppfördes efter ritningar av arkitekt Carl Fredrik Adelcrantz. Troligen förstorades det ursprungliga långhuset.
I sin nuvarande form består kyrkan av ett rektangulärt långhus med ett tresidigt kor i öster. I väster finns ett smalare torn och norr om koret en sakristia. Långhuset täcks av ett sadeltak som är valmat över koret. Taket är belagt med enkupigt lertegel. Tornet har ett tälttak som är belagt med järnplåt.

## Inventarier
- En dopfunt är från 1200-talet.
- Madonnaskulptur från 1400-talet utförd i ek och enligt vissa källor av tyskt ursprung. Höjd 62 cm. Skador bland annat att båda underarmarna saknas och att stora delar av Kristusbarnet är bortbrutna. All färg är utplånad.[1]
- Nuvarande altartavla av Lennart Wilkmar tillkom 1955.
- Nuvarande predikstol är troligen från 1800-talet.
- I sakristian finns ett krucifix från 1700-talet.

## Orgel
Nuvarande orgel tillverkades 1891 av Johannes Magnusson, Göteborg. Den utökades 1937 av Nordfors & Co och renoverades 1954-1955 av Frede Aagaard. Instrumentet har åtta stämmor fördelade på manual och bihängd pedal. Piporna i den ljudande fasaden är original.
| Manual (C-f3)      | Pedal (C-f0) |
| ------------------ | ------------ |
| Borduna 16' B/D    | Bihängd      |
| Principal 8'       |              |
| Rörflöjt 8'        |              |
| Salicional 8'      |              |
| Oktava 4'          |              |
| Flöjt Oktaviant 4' |              |
| Qvinta 3'          |              |
| Oktava 2'          |              |
| Calcant            |              |

## Bilder

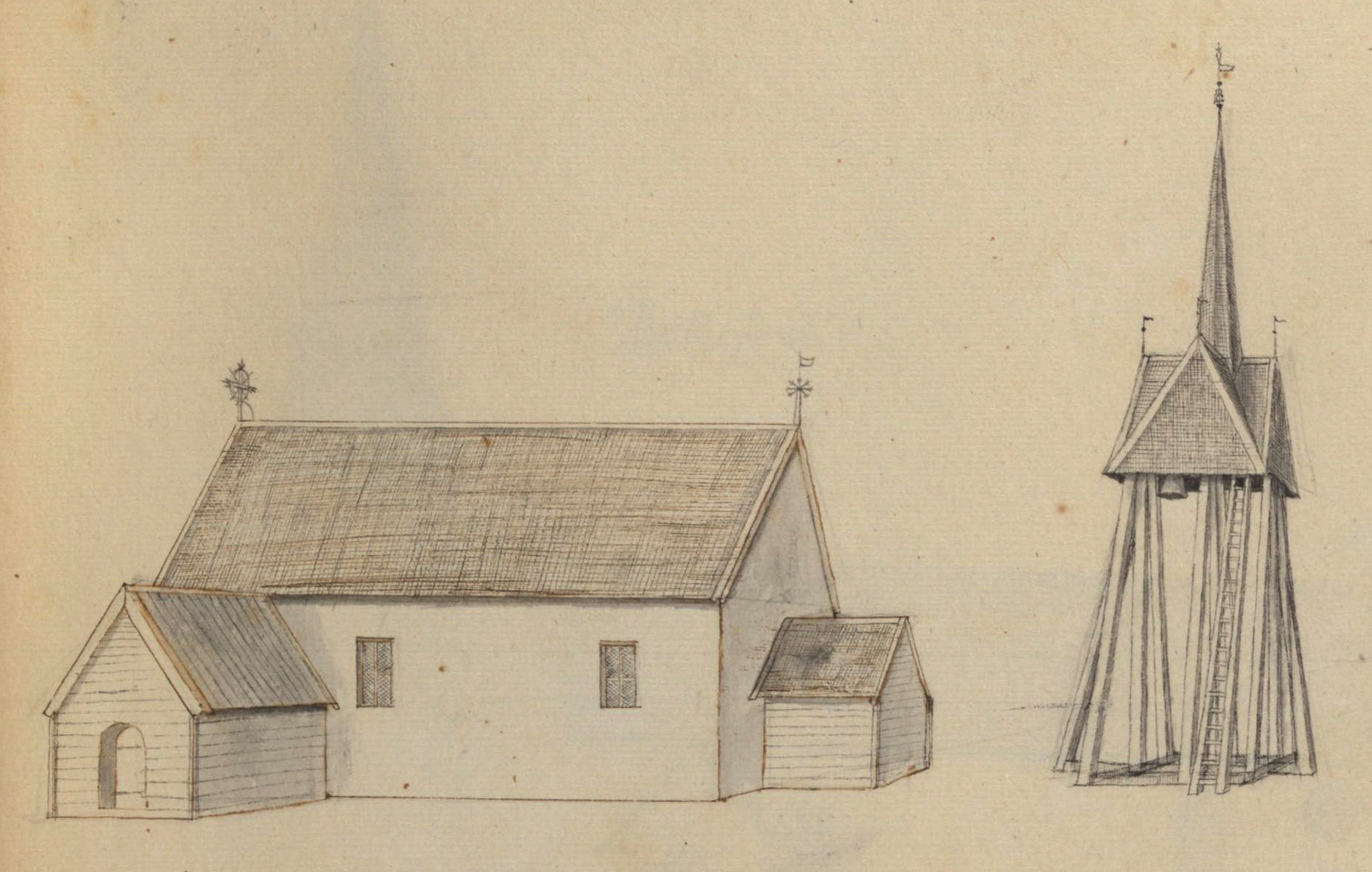
Eks tidigare kyrka på teckning omkring 1670.
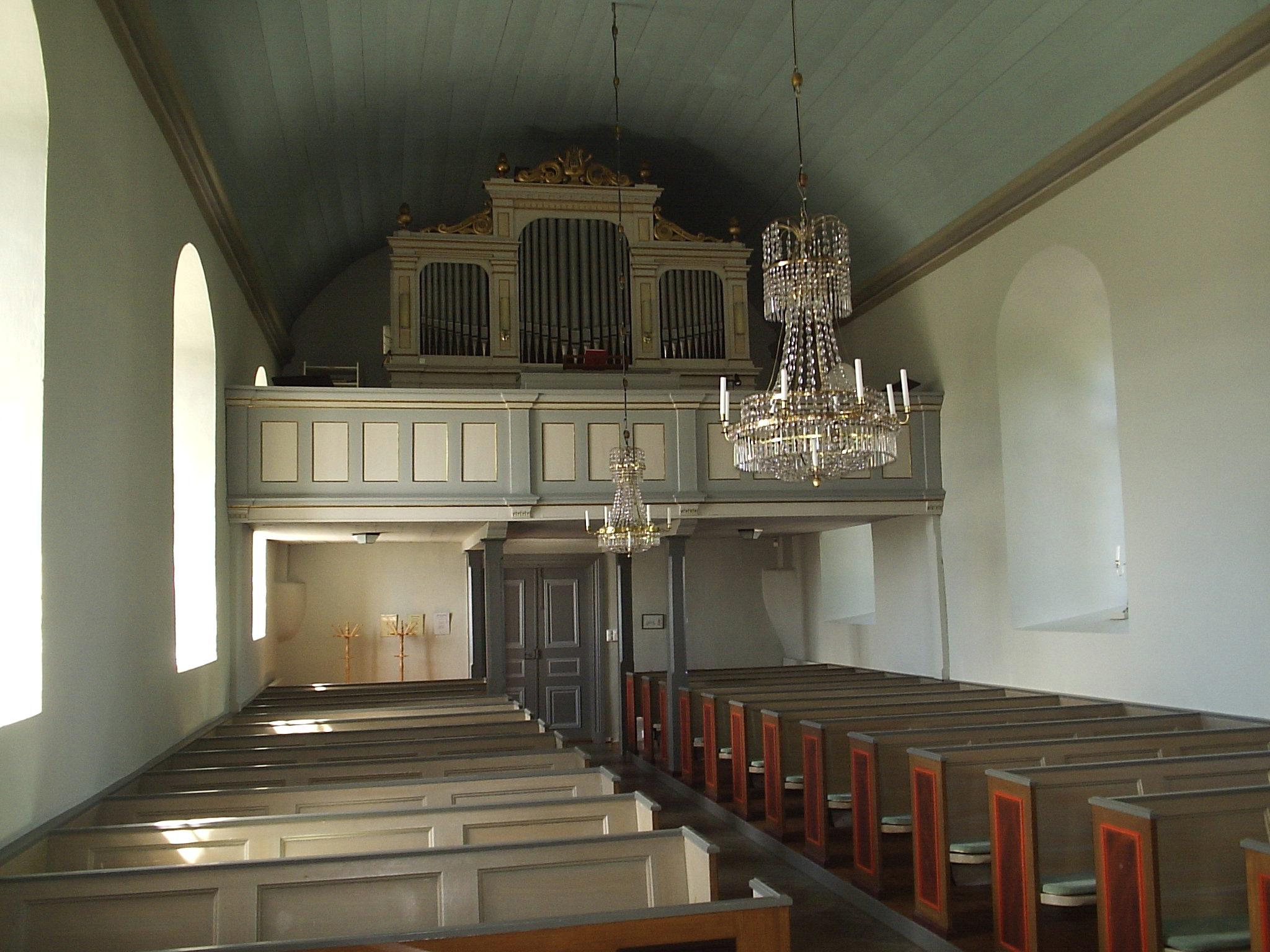
Interiör mot orgelläktaren
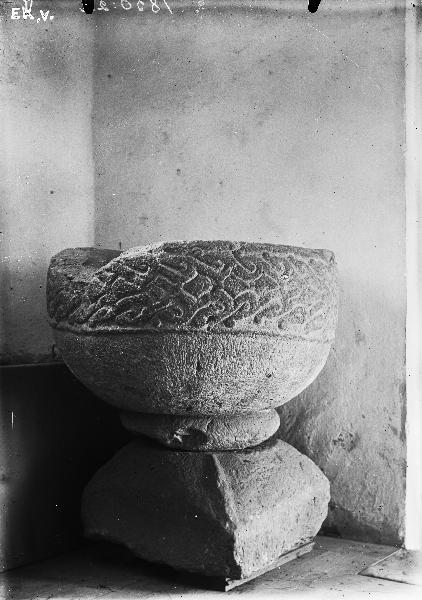
Dopfunt
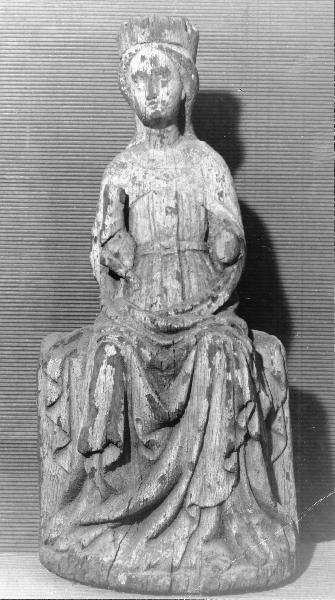
Mariaskulptur
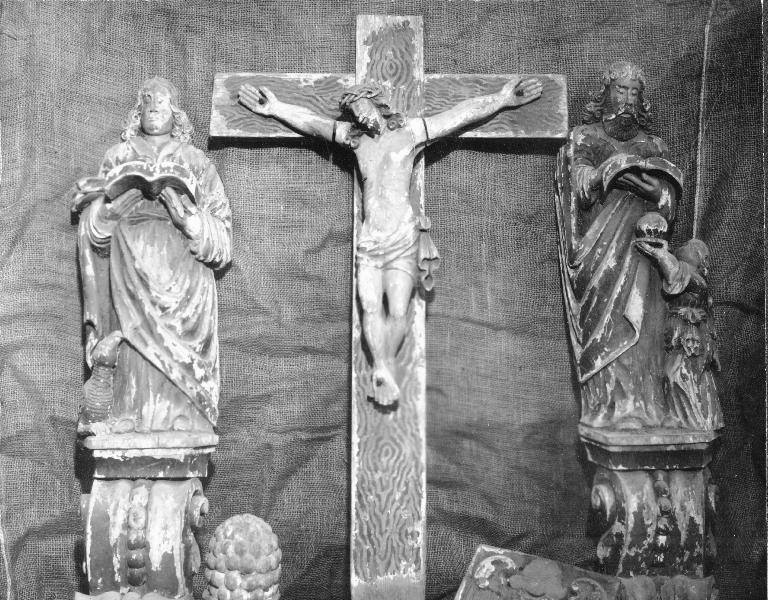
Krucifix och skulpturer av evangelisterna Johannes och Matteus
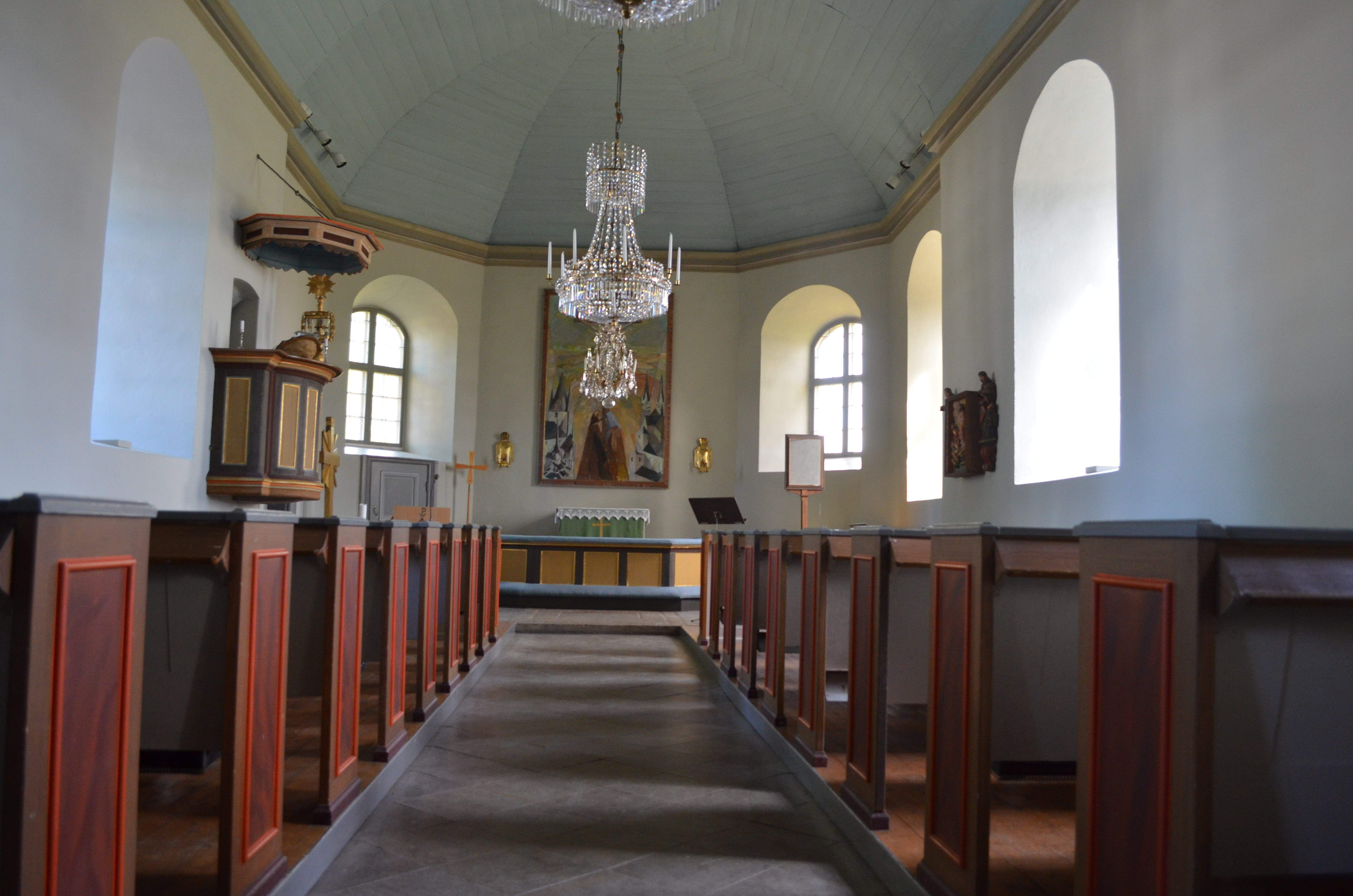
Ek kyrkas kyrksal
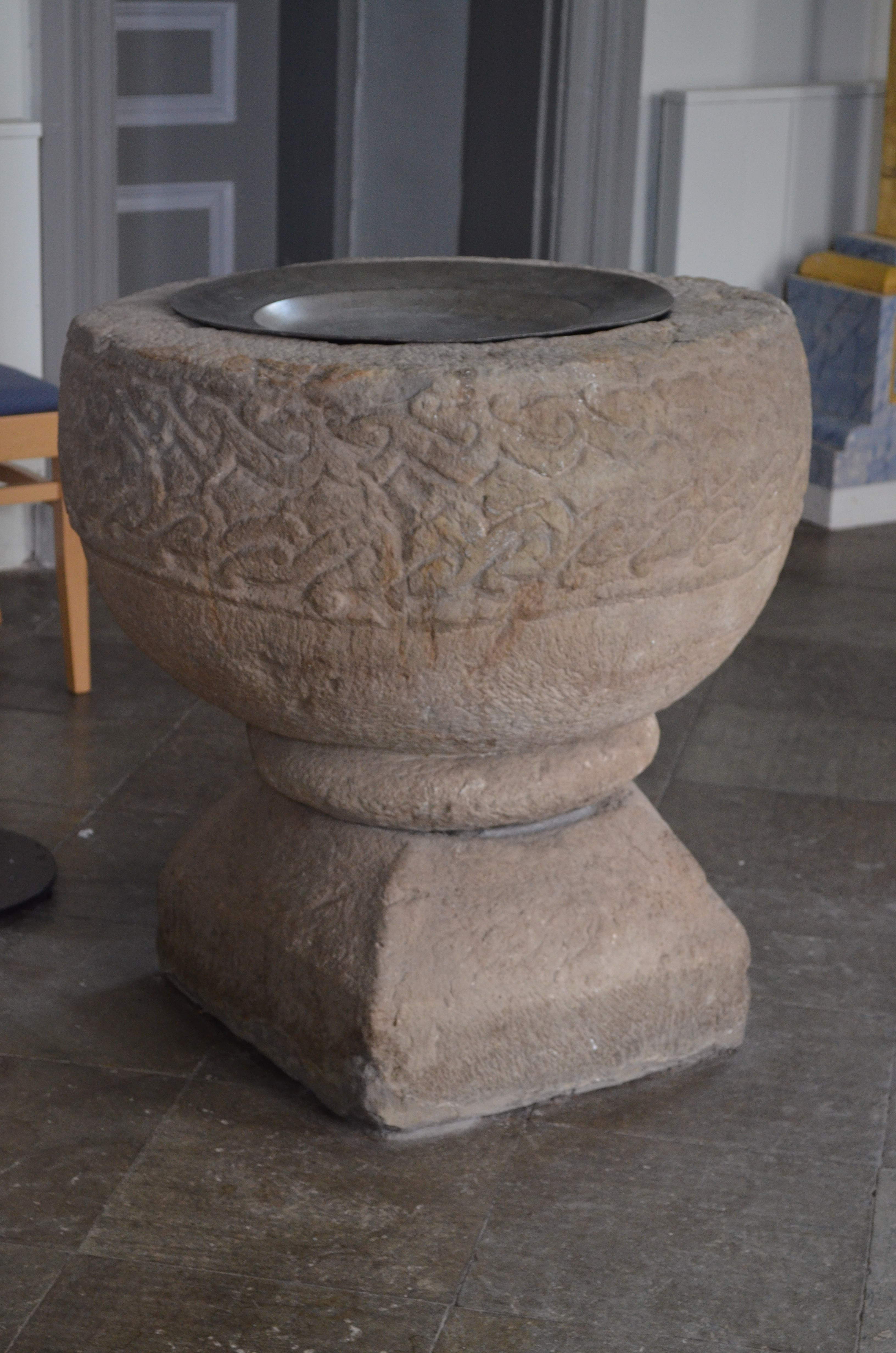
Ek kyrkas dopfunt
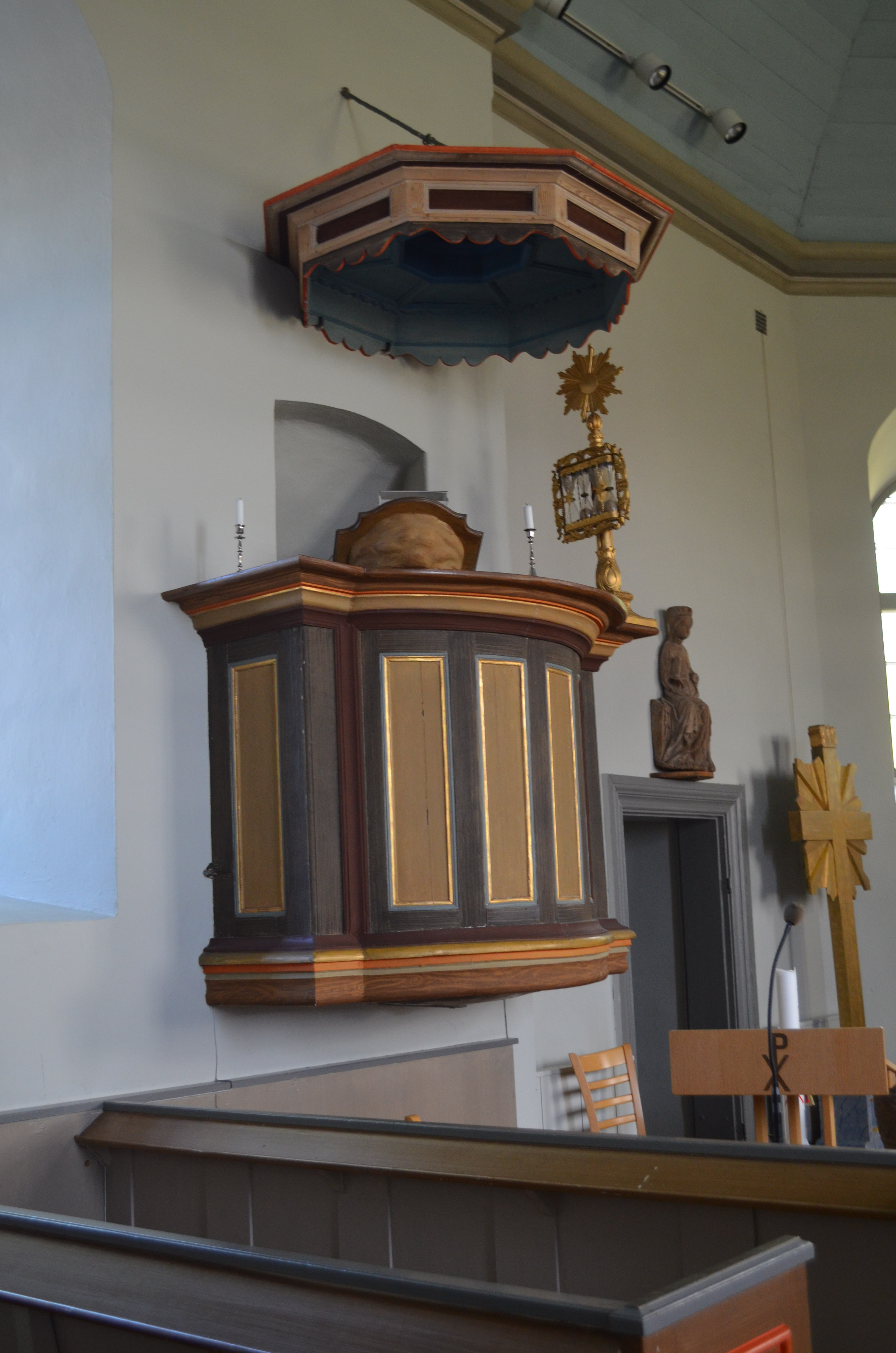
Ek kyrkas predikstol
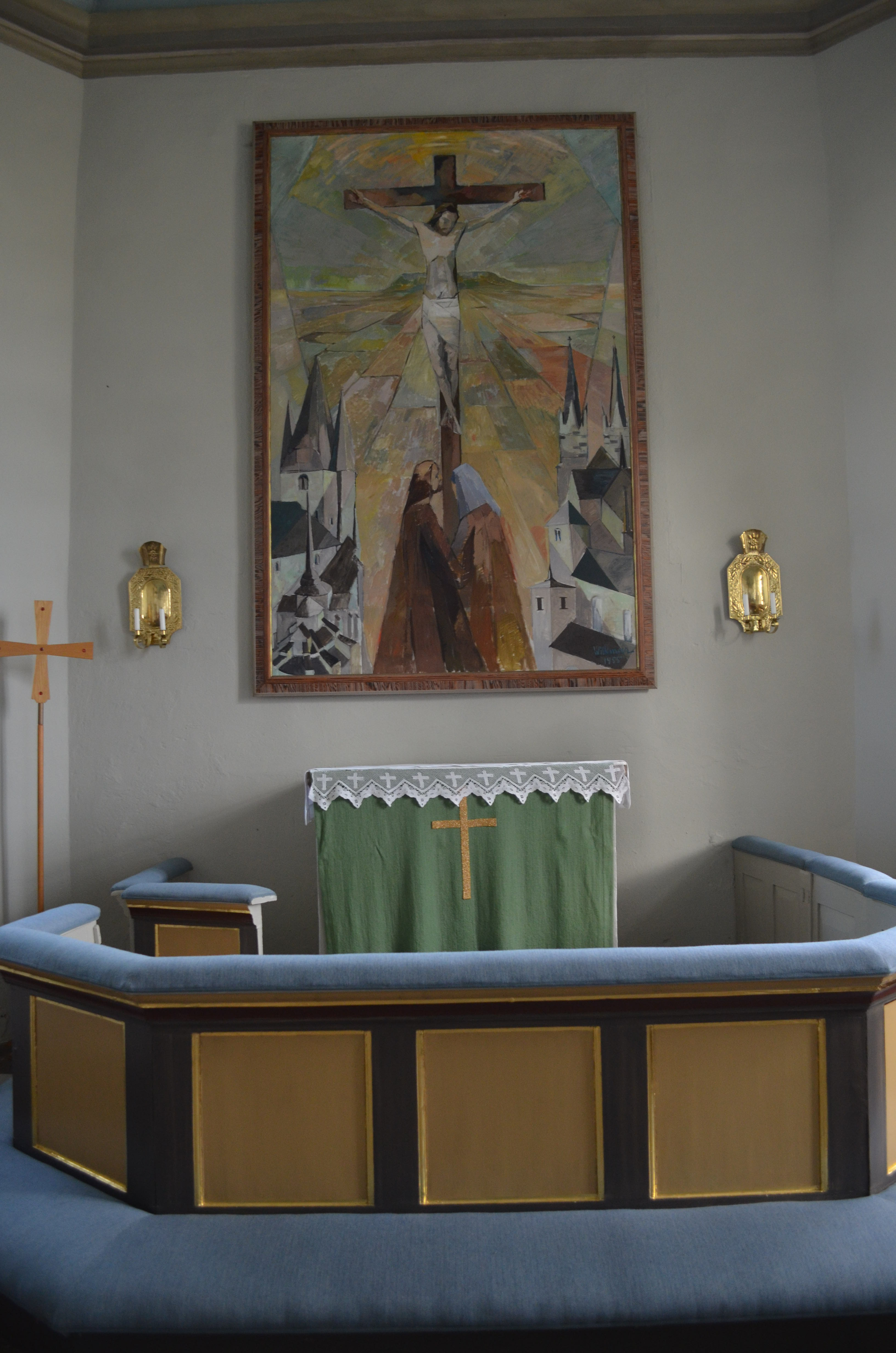
Ek kyrkas altare